# Citadel-Filmbücher
Citadel-Filmbücher hieß eine im Wilhelm Goldmann Verlag (München) erschienene Buchreihe. Sie wurde erst von Joe Hembus und später von Christa Bandmann herausgegeben.

## Geschichte
Die Reihe Citadel-Filmbücher geht auf die Filmbücher des US-amerikanischen Verlages Citadel Press zurück. Bei den Titeln handelte es sich zum Teil um die deutschen Übersetzungen der amerikanischen Originalausgaben. Es kamen aber auch mehrere Bände heraus, die von deutschen Autoren eigens für diese Reihe verfasst wurden.
Die Bücher wurden im selben Format veröffentlicht wie die amerikanischen Ausgaben (21 × 28 cm). Damit waren sie erheblich größer als die bislang von Goldmann verlegten Taschenbücher. Deswegen erhielten die Bücher dieser Reihe die Bezeichnung „Goldmann Magnum“. Die Titel widmeten sich jeweils einem bekannten Schauspieler, Regisseur, einem Genre (Horrorfilm) oder einer ganzen Filmreihe (Wallace-Filme, James-Bond-Filme). Die reich illustrierten Bände waren einander sehr ähnlich aufgebaut: Nach einem kurzen, einleitenden Text wurden die Filme inhaltlich eingehend vorgestellt und besprochen. Den Filmbesprechungen vorangestellt waren Angaben zu den mitwirkenden Darstellern und zum Stab.
Innerhalb der Reihe ist die von Joe Hembus zusammen mit jeweils einem Co-Autor verfasste Trilogie zum deutschen Film („Der neue deutsche Film“, „Klassiker des deutschen Tonfilms“ und „Klassiker des deutschen Stummfilms“) besonders hervorzuheben. Mit ihrem Werk über den deutschen Stummfilm leisteten die Autoren eine veritable Pionierarbeit, die vom damaligen Leiter des Filmmuseums München, Enno Patalas, unterstützt wurde.
Zunächst lief die populär aufgemachte Buchreihe, deren Gesamtauflage vom Verlag mit 500.000 Exemplaren angegeben wurde, recht erfolgreich an. Die ersten Bände über Alfred Hitchcock, John Wayne und die James-Bond-Filme verkauften sich so gut, dass jeweils zwei weitere Auflagen gedruckt werden mussten. Auch die deutschen Originalausgaben über Romy Schneider, Heinz Rühmann und die Pioniere des modernen Sexfilms fanden ihre Abnehmer, während die späteren Bände über Marlon Brando oder Ronald Reagan zu Ladenhütern gerieten. 1984 wurde die Reihe schließlich eingestellt, vermutlich weil die Verkaufszahlen deutlich hinter den Erwartungen zurückblieben. Bereits angekündigte Bücher über Leni Riefenstahl und Jean Gabin erschienen erst gar nicht.
Einige Titel kamen zudem als Lizenzausgabe beim Bertelsmann Buchclub heraus.

## Erschienene Titel
| Erscheinungsjahr | Titel                                         | Autoren                                        | Nummerierung |
| ---------------- | --------------------------------------------- | ---------------------------------------------- | ------------ |
| 1979             | Alfred Hitchcock und seine Filme, 1. Auflage  | Robert A. Harris und Michael S. Lawsky         | 10201        |
| 1979             | John Wayne und seine Filme, 1. Auflage        | Marc Ricci und Boris und Steve Zmijewskiy      | 10202        |
| 1979             | Die James Bond-Filme, 1. Auflage              | Michael Scheingraber                           | 10203        |
| 1980             | Klassiker des deutschen Tonfilms 1930–1960    | Christa Bandmann und Joe Hembus                | 10207        |
| 1980             | Marilyn Monroe und ihre Filme, 1. Auflage     | Michael Conway und Mark Ricci                  | 10208        |
| 1980             | Alfred Hitchcock und seine Filme, 2. Auflage  | Robert A. Harris und Michael S.Lawsky          | 10201        |
| 1980             | Laurel und Hardy und ihre Filme               | William K. Everson                             | 10204        |
| 1980             | Klassiker des Horrorfilms, 1. Auflage         | William K. Everson                             | 10205        |
| 1980             | Romy Schneider und ihre Filme, 1. Auflage     | Frauke Hanck, Alfred Nemeczek und Pit Schröder | 10206        |
| 1980             | John Wayne und seine Filme, 2. Auflage        | Marc Ricci und Boris und Steve Zmijewskiy      | 10202        |
| 1980             | Die James Bond-Filme, 2. Auflage              | Michael Scheingraber                           | 10203        |
| 1981             | Der neue deutsche Film 1960–1980, 1. Auflage  | Robert Fischer und Joe Hembus                  | 10211        |
| 1981             | Humphrey Bogart und seine Filme               | Clifford McCarty                               | 10210        |
| 1981             | Die James Bond-Filme, 3. Auflage              | Michael Scheingraber                           | 10203        |
| 1981             | Marlon Brando und seine Filme                 | Tony Thomas                                    | 10209        |
| 1981             | Ronald Reagan und seine Filme                 | Tony Thomas                                    | 10215        |
| 1982             | Heinz Rühmann und seine Filme                 | Gregor Ball und Eberhard Spiess                | 10213        |
| 1982             | Gary Cooper und seine Filme                   | Homer Dickens                                  | 10218        |
| 1982             | Klassiker des Horrorfilms, 2. Auflage         | William K. Everson                             | 10205        |
| 1982             | Der neue deutsche Film 1960–1980, 2. Auflage  | Robert Fischer und Joe Hembus                  | 10211        |
| 1982             | Romy Schneider und ihre Filme, 2. Auflage     | Frauke Hanck, Alfred Nemeczek und Pit Schröder | 10206        |
| 1982             | Alfred Hitchcock und seine Filme, 3. Auflage  | Robert A. Harris und Michael S.Lawsky          | 10201        |
| 1982             | Die Edgar Wallace-Filme                       | Florian Pauer                                  | 10216        |
| 1982             | Ingrid Bergman und ihre Filme                 | Lawrence J. Quirk                              | 10214        |
| 1982             | John Wayne und seine Filme, 3. Auflage        | Marc Ricci und Boris und Steve Zmijewskiy      | 10202        |
| 1983             | Klassiker des deutschen Stummfilms 1910–1930  | Ilona Brennicke und Joe Hembus                 | 10212        |
| 1983             | Cary Grant und seine Filme                    | Donald Deschner                                | 10217        |
| 1983             | Pioniere und Prominente des modernen Sexfilms | Leo Phelix und Rolf Thissen                    | 20219        |
| 1984             | Marilyn Monroe und ihre Filme, 2. Auflage     | Michael Conway und Mark Ricci                  | 10208        |
| 1984             | Die Western von John Ford                     | J.A. Place                                     | 20221        |

## Geplante, aber nicht erschienene Bände
- Bodo Fründt und Rolf Thissen: Leni Riefenstahl und ihre Filme (10222)
- Jean Gabin und seine Filme (10220)